# Lewis Hastings Sarett
Lewis Hastings Sarett (* 22. Dezember 1917 in Champaign, Illinois; † 29. November 1999 in Viola, Idaho) war ein US-amerikanischer Chemiker. Er ist bekannt für die erstmalige Partialsynthese von Cortison aus Desoxycholsäure.

## Leben
Sarett studierte an der Northwestern University mit dem Bachelor-Abschluss 1939 und wurde 1942 an der Princeton University bei Everett Wallis promoviert. Damals arbeitete er in der organischen Synthese von Steroiden. Von 1942 bis zu seinem Ruhestand 1982 arbeitete er für die amerikanische Pharmafirma Merck/MSD. Er war dort zuletzt Senior-Vizepräsident für Wissenschaft und Technologie.
Während des Zweiten Weltkrieges gelang ihm bei Merck USA die komplizierte Synthese von Cortison. Das wurde damals in den USA mit hoher Priorität als kriegswichtig eingestuft, da man fälschlicherweise glaubte, deutsche Piloten würden das Mittel nehmen, um große Höhen besser zu ertragen. Zur Verbesserung der Synthese trug auch der Gruppenleiter bei Merck USA, Max Tishler, bei. Nach dem Krieg fand Merck dann andere Verwendungen für Cortison, als Philip Showalter Hench dessen therapeutische Wirkung bei rheumatischer Arthritis entdeckte.
Von 1969 bis 1976 war er Leiter der Forschungslaboratorien von Merck & Co. Neben der Verbesserung von Antirheumatika (z. B. Entwicklung von Decadron) befasste er sich unter anderem mit Medikamenten der Veterinärmedizin, Antibiotika und Impfstoffentwicklung. Er war an 178 Patenten beteiligt. Die Oxidation von primären und sekundären Alkoholen mit Pyridin oder Chromtrioxid zu Aldehyden bzw. Ketonen wird Sarett-Oxidation genannt.
Er wurde 1980 in die National Inventors Hall of Fame aufgenommen und erhielt im selben Jahr die IRI Medal. 1975 erhielt er die National Medal of Science und 1976 die Perkin Medal. 1964 erhielt er den schwedischen Scheele-Preis, 1951 den Leo Hendrik Baekeland Award, 1972 den Chemical Pioneer Award und 1964 den American Chemical Society Award for Creative Work in Synthetic Organic Chemistry. 1977 wurde er Mitglied der National Academy of Sciences und 1978 des Institute of Medicine.
Er war seit 1944 verheiratet und hatte zwei Töchter.